# بامبی (شرکت)
بامبی (سیریلیک صربی: Бамби а. д.) یک شرکت تولید مواد غذایی می‌باشد که دفتر مرکزی آن در پوژارواک صربستان می‌باشد. یکی از محصول‌ها با امضای آن بیسکویتی به نام پلاسما می باشدکه در خارج از یوگسلاوی پیشین به نام لانه نیز شناخته می‌شود.

## تاریخ

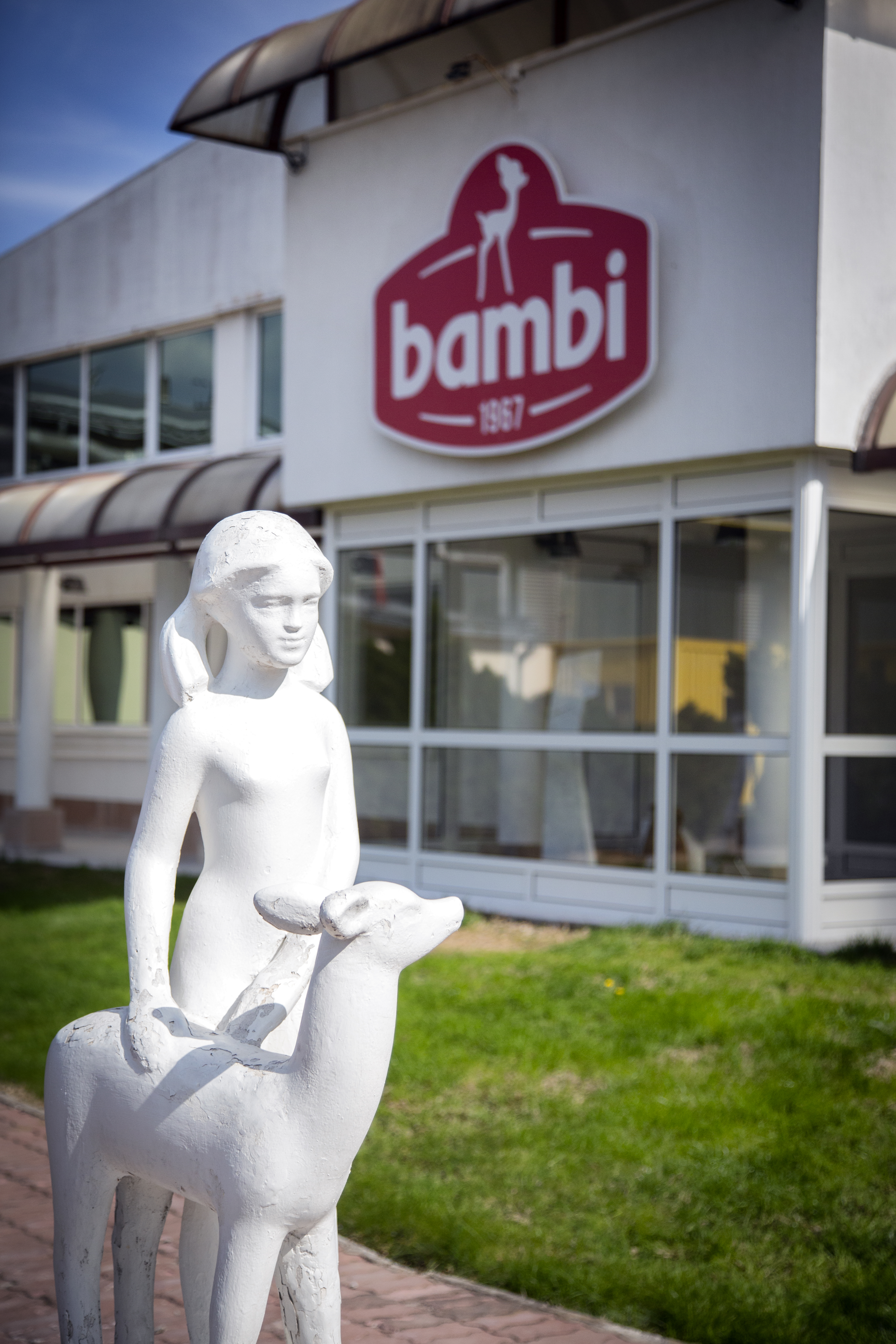
تأسیسات بامبی از بیرون در پوزارواچ دیده می‌شود

این شرکت در سال ۱۹۶۷ به ابتکار مومچیلو فیلیپوویچ و بعداً پتار توتاواچ با حمایت اتحادیه کمونیست‌های یوگسلاوی تأسیس گردید. از همان روزهای نخست، تمرکز این شرکت بر روی تولید بیسکویت‌های ساخته شده از غلات داخلی با تأکید بر مواد غذایی سالم بود. این شرکت در ده سال نخست فعالیت خود ۲۳۰ کارمند تمام وقت داشت و ۳٬۱۰۰ تن محصول تولید کرد. در سال ۱۹۷۹ نخستین جایزه خود را برای ثبات در کیفیت کسب کرد. در طول سال‌ها این شرکت رشد کرد و به مناطق گوناگون یوگسلاوی پیشین بزرگ‌تر شد.
در سال ۱۹۶۸، این شرکت تولید بیسکویت پلازما مشهورخود را که در اصل نوعی بیسکویت پلاسمون بود، شروع کرد و حال یکی از پرفروش‌ترین محصول‌های آنان می‌باشد. در سال ۱۹۹۰ این شرکت شروع به تولید محصول مشهور دیگری به اسم کلوچه مادربزرگ (به صربی Bakin kolač) از نوع وافل کرد که دیگر تولید نمی‌شود. این شرکت در سال ۱۹۹۷ برای نخستین بار در کشور گواهینامه بین‌المللی استاندارد مدیریت کیفیت ایزو ۹۰۰۱ در صنایع غذایی را کسب کرد.
در میان سال ۲۰۰۴، بامبی قسمتی از گروه غذایی غذاهای دانوب، زیر نظر صندوق سرمایه‌گذاری سالفورد شد. در ماه فوریه ۲۰۱۵، صندوق سرمایه‌گذاری سالفورد سهام خود را در بامبی به شرکای میانی اروپا فروخت. از سال ۲۰۱۵، دارایی‌های شرکای اروپای میانی در صربستان شامل بامبی، شاهزاده ملیوش و ایملک توسط شرکت مشاور «موجی برندووی» مدیریت می‌شود.
در میان سال ۲۰۱۷، این شرکت لوگوی خود را تغییر داد و محصول‌های نوینی را معرفی کرد. از سال ۲۰۱۸، بامبی یکی از گسترده‌ترین شرکت‌های مواد غذایی در صربستان است.
در ۱۸ فوریه ۲۰۱۹، کوکاکولا هلنیک قراردادی به ارزش ۲۶۰میلیون یورو برای خرید بامبی از شرکای میانی اروپا اعلام کرد.